# Megachile luteoalba
Megachile luteoalba är en biart som beskrevs av Pasteels 1973. Megachile luteoalba ingår i släktet tapetserarbin, och familjen buksamlarbin. Inga underarter finns listade i Catalogue of Life.